# اوتن
اوتن (به فرانسوی: Autun) یک کمون در فرانسه است که در بخش اوتون واقع شده‌است.

## خصوصیات
اوتن ۶۱٫۵۲ کیلومترمربع مساحت و ۱۴٬۱۲۴ نفر جمعیت دارد.

## خواهرخوانده
شهرهای اینگلهایم آم راین، استیونج، کاواگوئه، سایتاما و آربالو خواهرخوانده‌های اوتن هستند.

## نگارخانه

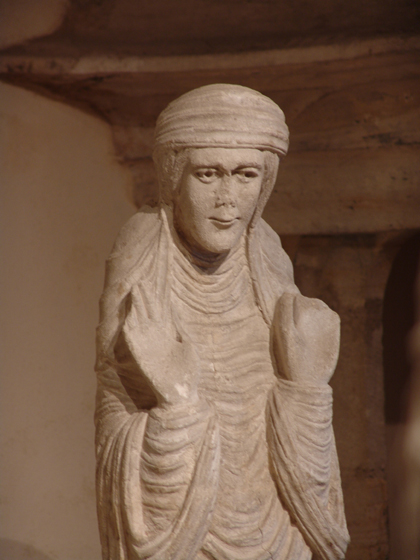
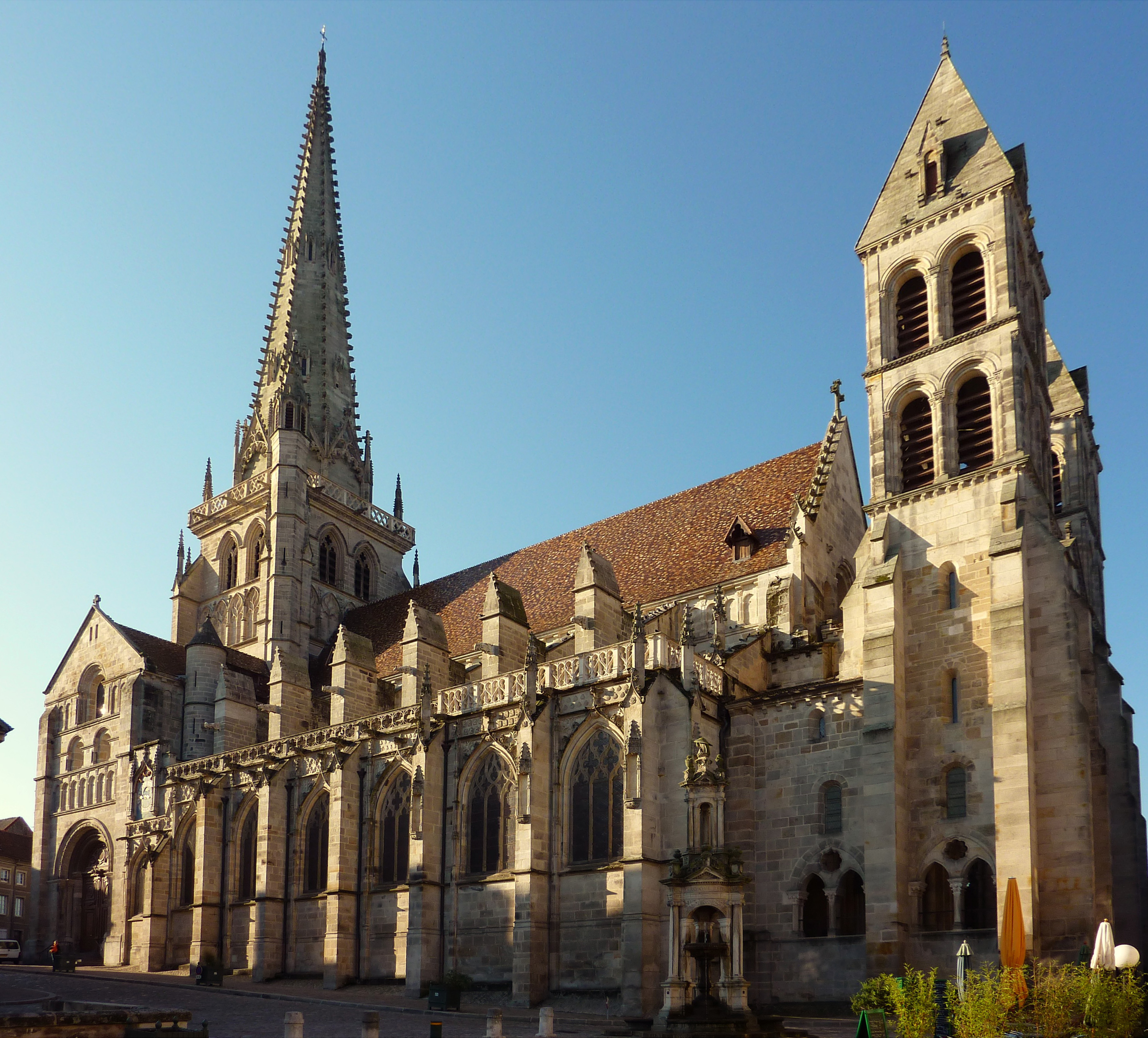
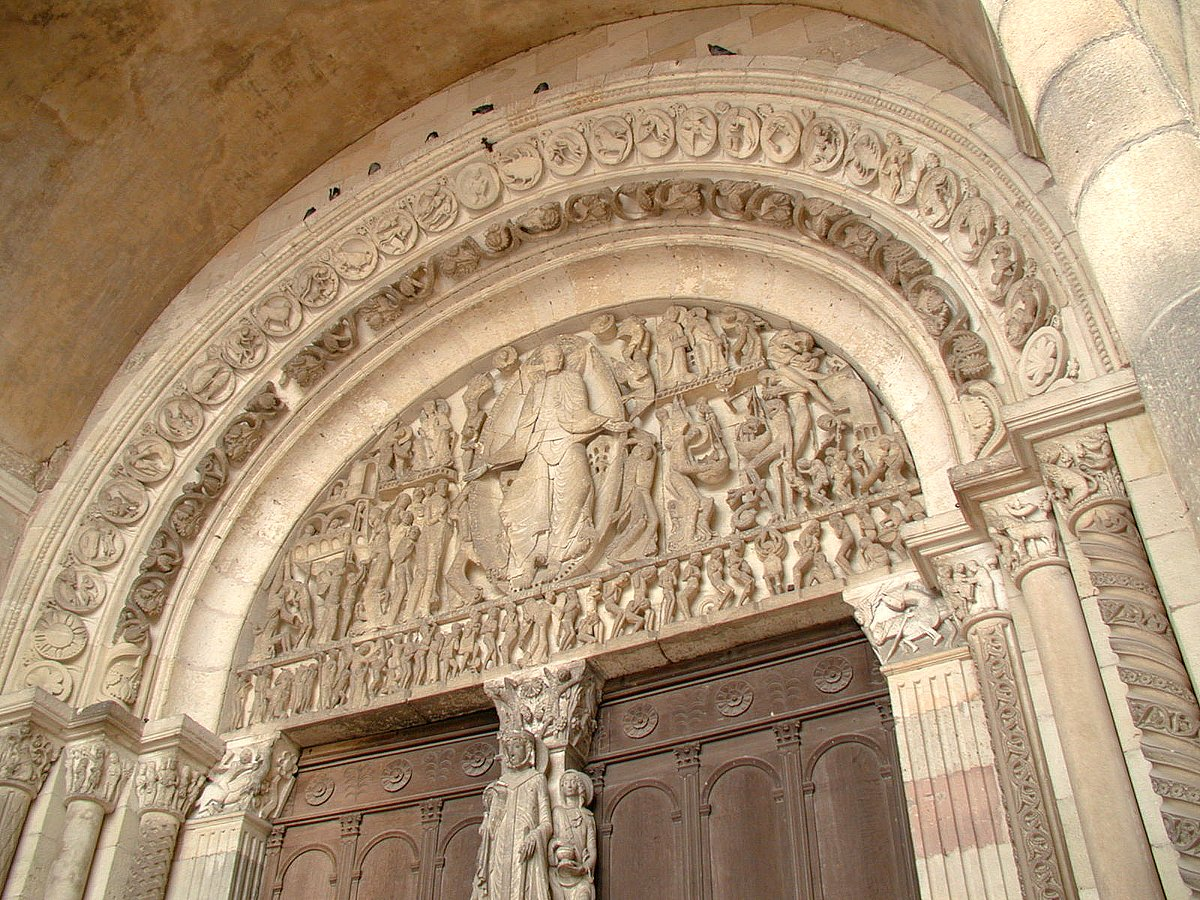